# El Marne
El Marne és un quadre d'Eliseu Meifrèn i Roig dipositat al Museu Nacional d'Art de Catalunya (Barcelona), el qual fou pintat pels volts de 1932.

## Context històric i artístic
Nascut a Barcelona l'any 1859, Eliseu Meifrèn començà la seua formació artística a l'Escola de la Llotja. Viatjà a Itàlia encara sota la influència de l'il·luminisme de Fortuny, que caracteritzava el grup de pintors de Sitges, del qual formava part. La seua estada posterior a París coincidí amb l'èxit dels impressionistes, que l'havia de marcar definitivament. L'impressionisme de Meifrèn, com el dels seus creadors francesos, es caracteritzà per la voluntat deliberada de desfer la visió realista, massa plena d'elements intel·lectuals provinents de l'experiència tàctil, i reduir el treball pictòric a la fixació de les sensacions purament òptiques per mitjà de les petites pinzellades de colors purs, destinades a barrejar-se en la retina de l'espectador situat a certa distància del quadre per un pur fenomen visual, no per la barreja dels pigments en la paleta. D'aquesta manera s'obtenia una netedat i una lluminositat sense precedents. Però a diferència dels francesos, i potser com un record del lirisme trist de Modest Urgell, les seues visions de la Costa Brava (sobretot de Cadaqués, del qual fou un dels descobridors), de Camprodon i dels Pirineus catalans apareixen tenyides gairebé sempre de malenconia.

## Descripció
Aquesta pintura a l'oli sobre tela de 60,5 × 80,5 cm representa un paisatge de les vores del riu Marne, un dels llocs on va néixer l'impressionisme, al nord de França. Sembla un homenatge als creadors d'aquesta escola i a la seua precisió en la captació de l'atmosfera i del paisatge humit. Meifrèn exposà obres com aquesta a París (la primera vegada el 1890), Brussel·les, Buenos Aires i San Francisco, i a tot arreu obtingué guardons i èxits, fins al punt que és considerat el màxim exponent del paisatgisme impressionista a Catalunya.